# Brvi
Brvi je naselje u Općini Brežice u istočnoj Sloveniji. Brvi se nalazi u pokrajini Dolenjskoj i statističkoj regiji Donjoposavskoj. 

## Stanovništvo
Prema popisu stanovništva iz 2002. godine Brvi je imalo 28 stanovnika.

### Etnički sastav
1991. godina:
- Slovenci: 30 (88,2%)
- nepoznato: 4 (11,8%)

## Vanjske poveznice
- Satelitska snimka naselja  Arhivirana inačica izvorne stranice od 29. srpnja 2017. (Wayback Machine)